# Rapporto tra musica e neuroscienze
Il rapporto tra musica e neuroscienze deriva dall'attenzione delle neuroscienze, soprattutto per merito dei moderni strumenti di imaging cerebrale, verso la musica un settore in passato ritenuto esclusivamente di pertinenza umanistica ora invece all'attenzione di neuropsicologia, psicologia sperimentale e psicofisiologia.

## Studi in merito
È ormai una conoscenza scientifica assodata che la continua prassi strumentale determini una serie di cambiamenti funzionali all'interno del cervello. L'esperienza musicale modifica l'organizzazione strutturale e funzionale del sistema nervoso dei musicisti, rendendoli progressivamente più addestrati ad analizzare il materiale sonoro e a produrlo (Schlaug et al, 1995). 
Al di là delle ricerche neurobiologiche dei fondamenti musicali, l'attenzione della psicologia sperimentale si è focalizzata sulle cause che determinano gli errori che i musicisti compiono all'atto di suonare in pubblico, una serie di ricerche applicative di grande interesse per i musicisti. È noto che suonare in presenza di altre persone costituisce uno dei più grandi ostacoli di un cammino che porta al concertismo, il risultato di un'esecuzione pubblica spesso coincide solo in parte con gli sforzi effettuati per la sua preparazione, con il rischio di demotivare anzitempo il musicista.
Al riguardo diverse ricerche documentano un ruolo chiave dell'attenzione nell'influenzare la prestazione in condizioni di pressione emotiva (Wan & Huon, 2005): quando il brano, ad esempio, non è ancora fermamente patrimonio di competenza dello strumentista, il peggioramento della prestazione in pubblico sarebbe il risultato di uno spostamento dell'attenzione verso informazioni extra-musicali non rilevanti. Un esempio di informazioni non rilevanti potrebbero essere la paura di dimenticare le note mentre si suona a memoria, il timore di non essere in grado di svolgere un passaggio difficile od iniziare a pensare all'opinione che il pubblico ha della propria prestazione.
Direzionare viceversa la propria attenzione verso i gesti che si stanno compiendo non altererebbe la prestazione per brani non ancora solidi nella memoria del concertista, ma potrebbe essere deleterio allorché questi siano rodati nella sua memoria, in quanto finirebbe per sottrarre il compito di controllo dei gesti alle strutture che di regola si adoperano durante movimenti motori automatici. In questo senso, pensare a che dito si sta muovendo durante un pezzo ben conosciuto può portare a disgregare quell'associazione di movimenti automatici che sino a quel momento funzionavano.
Come suggerito in un recente libro di divulgazione scientifica del settore (Agrillo, 2007) alla base di una prestazione pubblica non soddisfacente vi è il più delle volte l'applicazione di un metodo di studio solo in parziale accordo con i meccanismi naturali del funzionamento del sistema cognitivo umano ed una serie di accorgimenti metodologici possono facilmente migliorare l'impatto di un concertista nei confronti del pubblico.

## Concetti di fisiologia
La fisiologia dell'apparato uditivo nell'uomo sembra suggerire che il nostro orecchio è più orientato all'ascolto di alcuni tipi di suoni che di altri. La coclea ospita circa dodicimila cellule uditive, che si attivano in maggioranza in presenza di suoni ad alta frequenza: i suoni acuti attivano tutte le cellule, mentre l'analisi dei suoni gravi occupa solo qualche decina di cellule cocleari. Tramite la coclea, l'energia sonora viene elaborata in impulsi nervosi e trasmessa al cervello, che la redistribuisce in tutto il corpo. Questa "energia neurologica" ha dei riflessi sull'umore e la creatività.
Se il suono grave è anche ritmato, l'energia sonora attiva i canali semicircolari del vestibolo, per cui il corpo tende spontaneamente a muoversi, sentendo la musica, e a perdere una quantità di energia pari a quella fornita.
Infine, la coclea è particolarmente sensibile ad un aumento della pressione sonora. Le cellule uditive non sono danneggiate tanto dal volume, quanto dal parametro pressione sonora, che non dipende in modo lineare dal volume: un semplice aumento del volume da 85 a 100 decibel, corrisponde a una pressione sonora mille volte maggiore. Il tipico ronzìo all'orecchio, il tinnito, è spesso il segno di un danno permanente alle cellule uditive.